# Futakuchi-onna

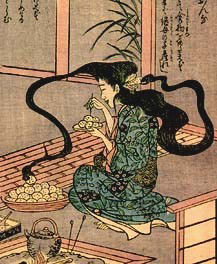
Afbeelding van een futakuchi-onna, van de Ehon Hyaku Monogatari

Een futakuchi-onna (二口女, letterlijk "vrouw met twee monden") is een fictief wezen uit Japanse folklore, dat behoort tot de yokai.
De futakuchi-onna is een vrouw met een tweede mond achter op haar hoofd en erg lang haar dat dienst kan doen als extra armen en handen. De extra mond zit vaak verborgen onder hun haar waardoor ze eruitzien als gewone mensen. Hun ware uiterlijk tonen ze zelden.

## Oorsprong
Er bestaan verschillende verhalen over de oorsprong van en futakuchi-onna. Een veel gehoorde verklaring is dat het ooit normale vrouwen waren die een slecht karma kregen door bijvoorbeeld hun stiefkinderen te verwaarlozen. De transformatie tot futakuchi-onna was een straf als gevolg van dit slechte karma. De tweede mond zou continu roepen wat de vrouw in kwestie misdaan had.
Andere verhalen zeggen dat vrouwen die normaal nooit eens durfden te zeggen wat ze nu werkelijk dachten zouden veranderen in een futakuchi-onna, waarna hun tweede mond ongecontroleerd alles zegt wat de vrouw graag zou zeggen maar niet durft. De tweede mond zou in dit geval ook niet in staat zijn te liegen.
Een derde theorie is dat de transformatie van vrouw naar futakuchi-onna het gevolg is van het feit dat een vrouw te weinig eet, waardoor ze een tweede mond vormt om toch extra voedsel binnen te krijgen. In deze verhalen heeft de tweede mond een onstilbare honger en is altijd op zoek naar eten.

## In media
- In de animeserie GeGeGe no Kitaro komt een Fatakuchi-onna voor als antagonist.

- Een futakuchi-onna is even kort te zien in de film The Great Yokai War.

- Een op een futakuchi-onna gebaseerd personage komt voor in een filmversie van de serie Kamen Rider Hibiki.

- Op futakuchi-onna gebaseerde wezens komen voor in het spel Ragnarok Online.

- De Pokémon Mawhile is gebaseerd op dit wezen.